# Satellite pour Astronomie Radio Amateur
Satellite pour Astronomie Radio Amateur o SARA (Satélite de radioastronomía amateur, en francés) es un satélite artificial francés lanzado el 17 de julio de 1991 desde el puerto espacial de Kourou en un Ariane 4.
SARA portaba un experimento de radioastronomía diseñado para observar las radioemisiones de Júpiter.
El satélite en sí tenía forma de cubo de 45 cm de lado, y con las antenas desplegadas su longitud alcanzaba los 10 metros.